# Jane Avril sortant du Moulin-Rouge
Jane Avril sortant du Moulin-Rouge est un tableau réalisé en 1892 par le peintre Henri de Toulouse-Lautrec. De format vertical, cette huile sur carton est un portrait de la danseuse Jane Avril en train de quitter le Moulin-Rouge, à Paris. Passée entre les mains de Paul Gallimard et Étienne Bignou, l'œuvre a été léguée par George A. Gay en 1941 au Wadsworth Atheneum, à Hartford, dans le Connecticut, aux États-Unis.